# At Sixes and Sevens
At Sixes and Sevens je debutové album norské heavy/gothic/symfonicmetalové hudební skupiny Sirenia. Vydáno bylo 21. května 2002 vydavatelstvím Napalm Records. Jsou na něm patrné také blackmetalové prvky. Toto album je mnohými fanoušky považováno za jedno z nejlepších od Mortena Velanda. Skladby jako je Meridian a Sister Nightfall hraje kapela na koncertech dodnes.

## Seznam skladeb
1. Meridian - 6:20
2. Sister Nightfall - 5:37
3. On The Wane - 6:37
4. In A Manica - 6:03
5. At Sixes And Sevens - 6:44
6. Lethargica - 5:30
7. Manic Aeon - 6:27
8. A Shadow Of Your Own Self - 5:55
9. In Sumerian Haze - 4:39